# Arnold Rappaport
Arnold Chaim de Porada Rappaport (ur. 15 lipca 1840 w Tarnowie, zm. 14 lutego 1907 w Wiedniu) – adwokat, finansista, polityk konserwatywny, poseł do sejmu galicyjskiego i austriackiej Rady Państwa.

## Życiorys
W latach 1850–1858 uczył się w Gimnazjum św. Anny w Krakowie, a następnie studiował prawo na Uniwersytecie Jagiellońskim (1858–1861) oraz prawo i ekonomię polityczną na Uniwersytecie w Wiedniu (1862). Ukończył studia prawnicze uzyskując stopień doktora w 1863 na UJ na podstawie rozprawy Zdanie ze wszystkich gałęzi prawa i umiejętności politycznych której tekst został opublikowany w Krakowie w tym samym roku. Po studiach pracował jako koncypient adwokacki a następnie od 1870 prowadził własną kancelarię adwokacką w Krakowie. Posiadał także dom i działki w tym mieście. Od 1874 był członkiem Wydziału Izby Adwokackiej w Krakowie, a w latach 1877–1879 wchodził do jej rady dyscyplinarnej. Był także członkiem rad nadzorczych Galicyjskiego Zakładu Kredytowego Ziemskiego w Krakowie oraz Galicyjskiego Tow. Parcelacji i Budowy w Krakowie. Doradca prawny Galicyjskiego Banku dla Handlu i Przemysłu w Krakowie. Współzałożyciel stowarzyszenia Izba Kupiecka w Krakowie. Działał w krakowskim Towarzystwie Oświaty i był członkiem założycielem Polskiego Towarzystwa Gimnastycznego „Sokół” w Krakowie.
Jeden z czołowych zwolenników asymilacji Żydów w Galicji. Uważał się za Polaka wyznania mojżeszowego, co deklarował już w trakcie studiów. Swój program przedstawił w artykule O stanowisku Żydów w Polsce pod względem narodowo-gospodarczym. Domagał się w nim pełnego równouprawnienia Żydów oraz postulował aby Żydzi porzucili lichwę – gdyż rodzi ona niepotrzebnie konflikty z ludnością chrześcijańską. Wg niego współpraca „kapitału obrotowego” z „majątkiem ziemskim” miała być motorem rozwoju gospodarczego Galicji. Był zarazem zwolennikiem jak najszerszego uczestnictwa Żydów w polskim życiu społecznym i politycznym. Tym poglądom pozostawał wierny w całej swej działalności publicznej. Był także autorem szeregu artykułów na tematy gospodarcze zamieszczanych w „Kraju”, „Czasie” oraz wiedeńskiej „Neue Freie Presse”. Krytykował w nich opanowanie przemysłu galicyjskiego przez obcy kapitał i kadrę techniczną. 
Politycznie związany był z konserwatystami krakowskimi (stańczykami). Członek Rady Miasta Krakowa (1872–1881). Jako reprezentant Krakowskiej Izby Handlowo-Przemysłowej był wybieranym w kurii II (izb handlowo-przemysłowych) posłem do Sejmu Krajowego Galicji IV kadencji (8 sierpnia 1877 –  21 października 1882), V kadencji (15 września 1883 – 26 stycznia 1889), VI kadencji (10 października 1889 –  17 lutego 1894) i VII kadencji (28 grudnia 1895 – 9 lipca 1901). W sejmie pracował w komisjach: od 1877 w budżetowej, od 1880 w bankowej, od 1896 w kolejowej, od 1897 w górniczej i od 1904 wodnej. Zabierał głos w sprawach szpitalnictwa, szkolnictwa zawodowego a zwłaszcza finansów i rozwoju gospodarczego Galicji. Rzecznik tworzenia galicyjskich instytucji kredytowych i bankowych. Od grudnia 1878 należał do organizatorów Banku Krajowego w Galicji który uważał za podwalinę przyszłego rozwoju gospodarczego kraju. Za drugi filar uważał rozbudowę dróg wodnych, przede wszystkim Wisły oraz budowę sieci połączeń kolejowych. Domagał się zarazem zahamowania emigracji zarobkowej do Ameryki jako szkodliwej dla przyszłości Galicji. Współorganizator I Zjazdu Przemysłowego w Krakowie (18– 21 września 1901). 
W 1881 przeniósł się na stałe do Wiedniu, gdzie zakupił dom oraz willę w Dombach. Prowadził nadal wziętą kancelarię adwokacką oraz znany salon towarzyski. Był także od 1880 doradcą ministrów Juliana Dunajewskiego i Kazimierza Badeniego. W latach 1880–95 był prawnym i finansowym doradcą banku Länderbank, kierowanego przez Ludwika Wodzickiego. Był także od 1895 prezesem Oesterreichische Israelitische Union w Wiedniu. Dzięki temu wyrobił sobie mocną polityczną pozycję i zdobył milionowy majątek. W tym czasie założył hutę żelaza i walcownię pod Krakowem oraz uruchomił kopalnię w Brzeszczach. 
Z ramienia krakowskiej Izby był także wybieranym w kurii III (izb przemysłowo-handlowych) posłem do austriackiej Rady Państwa VI kadencji (7 października 1879 –  23 kwietnia 1885), VII kadencji (28 stycznia 1886 – 23 stycznia 1891), VIII kadencji (9 kwietnia 1891 – 22 stycznia 1897), IX kadencji (27 marca 1897 – 7 września 1900), X kadencji (31 stycznia 1901 – 30 stycznia 1907). W parlamencie austriackim należał do grupy posłów konserwatywnych (stańczyków) Koła Polskiego w Wiedniu. Pracował w parlamentarnych komisjach zajmujących się sprawami finansowymi i gospodarczymi a w Izbie występował w debatach nad kwestiami podatkowymi, celnymi, organizacji banków i instytucji kredytowych, budżetu państwa. Podobnie jak w Sejmie Krajowym był rzecznikiem interesów gospodarczych Galicji, zwłaszcza rozwoju jej przemysłu – za co był przedmiotem ataku ze strony austriackich i czeskich przedsiębiorców. Był też obrońcą interesów ekonomicznych Żydów galicyjskich oraz działał na rzecz rozwoju szkolnictwa żydowskiego w Galicji. Od 1895 prezes komitetu pomocy dla ubogiej ludności żydowskiej w Galicji. Występował przeciw propagandzie dotyczącej tzw. mordów rytualnych oraz składał interpelacje w sprawie pogromów Żydów w Rosji (1905). 
Dzięki swej działalności filantropijnej cieszył się sympatią uboższych członków społeczności żydowskich. Od 1869 kierował m.in. Towarzystwem Opieki nad zaniedbanymi chłopcami starozakonnymi w Krakowie. Założył w Krakowie szkołę rzemieślniczą dla młodzieży żydowskiej, fundował stypendia dla niezamożnych uczniów, poważnie przyczynił się do budowy szpitala dla dzieci w Krakowie. Popierał tworzenie kolonii rolniczych dla Żydów w Galicji. Po swej śmierci zapisał testamentem 200 tys. koron dla gminy żydowskiej w Krakowie oraz 400 tys. koron na fundację pomocy ubogiej ludności żydowskiej w Galicji. Był także znanym kolekcjonerem obrazów, posiadał m.in. płótna Jana Matejki, Zygmunta Ajdukiewicza oraz Wojciecha Kossaka.
Pochowany w grobowcu rodzinnym w części żydowskiej  Cmentarza Centralnego w Wiedniu.

## Odznaczenia i wyróżnienia
Nobilitowany 13 VII 1890 (dyplom 6 IX 1890) otrzymał przydomek Porada. W 1895 wraz z Emilem Bykiem otrzymał członkostwo honorowe Stowarzyszenia Rękodzielników Żydowskich „Jad Charuzim” w Sanoku za wyjednanie zwolnienia izraelitów od niedzielnego spoczynku. Odznaczony był Legią Honorową, oraz serbskim Orderem Św. Sawy I kl. zaś w 1895 tureckim Orderem Medżydów I kl.

## Rodzina
Pochodził z rodziny żydowskiej, osiadłej w Polsce od późnego średniowiecza i był wnukiem Salomona Judy Leib Rapoporta, uczonego, pisarza i nadrabina w Pradze. Syn przedsiębiorcy działającego najpierw w Tarnowie a potem w Krakowie Dawida (zm. 1870) i Karoliny (1827-1905). Był żonaty z Laurą z domu Eibenschütz (1850-1904). Mieli syna prawnika i przedsiębiorcę Alfreda (ur. 1876) oraz cztery córki: Bronisławę (ur. 1869), żonę Roberta AlIatiniego, Eugenię (ur. 1871) żonę Henryka Friessa, Felicję (ur. 1873 ), żonę Henryka Kuha i Łucję (ur. 1881) żonę barona Albrechta Schey von Koromla.